# Мелдерис, Александр
Александр Мелдерис (латыш. Aleksandrs Melderis, 1909—1986) — латвийский ботаник, работавший в Великобритании.

## Биография
Родился в Елгаве 19 января 1909 года. Учился на факультете математики и естественных наук Латвийского университета, в 1936 году получил степень магистра. С 1940 года преподавал в звании ассистента, с 1941 года — в звании доцента, читал лекции по филогенетической систематике студентам ветеринарного факультета. В 1943 году прошёл хабилитацию, став приват-доцентом.
С 1945 года Мелдерис — научный сотрудник Уппсальского университета, ассистент в ботаническом музее. В 1951 году переехал в Великобританию, став руководителем европейского сектора гербария Британского музея в Лондоне.
Мелдерис занимался исследованием систематики родов Золототысячник, Дрёма, злаковых растений. Автор учебника по ботанике, вышедшего на латышском языке в 1940 году.
Скончался в 1986 году.

## Некоторые научные работы
- N. Malta, K. Ābele, A. Melderis. Botanika. D. 1, Augu morfoloģija un anatomija. — Rīga, 1940. — 369 p.

## Растения, названные именем А. Мелдериса
- ×Festulpia melderisii Stace & R.Cotton, 1974 [Festuca juncifolia St.-Amans, 1821 × Vulpia membranacea (L.) Dumort., 1824]